# Drietandbladneusvleermuis
De drietandbladneusvleermuis (Asellia tridens)  is een zoogdier uit de familie van de bladneusvleermuizen van de Oude Wereld (Hipposideridae). De wetenschappelijke naam van de soort werd voor het eerst geldig gepubliceerd door É. Geoffroy in 1813.